# Фиагдонское сельское поселение (Ардонский район)
Фиагдонское се́льское поселе́ние — муниципальное образование в Ардонском районе Северной Осетии Российской Федерации.
Административный центр — село Фиагдон.

## История
Статус и границы сельского поселения установлены Законом Республики Северная Осетия-Алания от 5 марта 2005 года № 12-рз «Об установлении границ муниципального образования Ардонский район, наделении его статусом муниципального района, образовании в его составе муниципальных образований - городского и сельских поселений и установлении их границ»

## Население
| 2002 | 2010 | 2011 | 2012 | 2013 | 2014 | 2015 |
| ---- | ---- | ---- | ---- | ---- | ---- | ---- |
| 640  | ↗734 | →734 | →734 | ↗741 | →741 | →741 |
| 2016 | 2017 | 2018 | 2019 | 2020 | 2021 | 2023 |
| ↗747 | ↗748 | ↗753 | ↗760 | ↗761 | ↘740 | ↘737 |
| 2024 | 2025 |      |      |      |      |      |
| ↗742 | ↗746 |      |      |      |      |      |

## Состав сельского поселения
| № | Населённый пункт | Тип населённого пункта       | Население |
| - | ---------------- | ---------------------------- | --------- |
| 1 | Фиагдон          | село, административный центр | ↗746      |